# Pseudochamaesphacos spinosa
Pseudochamaesphacos spinosa là một loài thực vật có hoa trong họ Hoa môi. Đây là một loài đơn chi, được Parsa miêu tả khoa học đầu tiên năm 1946. Chúng là loài đặc hữu của Iran.